# 斯特靈 (堪薩斯州)
斯特灵（英語：Sterling）是一個位於美國堪薩斯州賴斯縣的城市。

## 地方資料
根據2020年美國人口普查的數據，斯特灵的面積為4.75平方千米，當中陸地面積為4.74平方千米，而水域面積為0.11平方千米。當地共有人口2248人，而人口密度為每平方千米473.26人。